# 國道212號
國道212號是日本自大分縣中津市至熊本縣阿蘇市的一般國道。
除日田市的部份路段外，其他部分之車道幾乎皆狹窄。然而，依目前的裝修工作的進展，它至少會成為一條兩線（一向車道）道。
車流量增，拖車、大型車數量增加。
由於本國道大多通過山區，必須注意路面結冰積雪時之交通管制。

## 概要
- 起點：大分縣中津市
- 終點：熊本縣阿蘇市
- 指定區間：無
- 總長：112.4km

## 歷史
- 1953年（昭和28年）5月18日，二級国道212号日田中津線（大分縣日田市～大分縣中津市）
- 1963年（昭和38年）4月1日，二級国道212号中津阿蘇線（大分縣中津市～熊本縣阿蘇郡阿蘇町）
- 1965年（昭和40年）4月1日，一般国道212号（大分縣中津市～熊本縣阿蘇郡阿蘇町）

## 通過市町村
- 大分縣

- 中津市
- 日田市

- 熊本縣

- 阿蘇郡小国町
- 阿蘇郡南小国町
- 阿蘇市